# Salix kamtschatica
Salix kamtschatica är en videväxtart som först beskrevs av A. Skvortsov, och fick sitt nu gällande namn av Voroshilov. Salix kamtschatica ingår i släktet viden, och familjen videväxter. Inga underarter finns listade i Catalogue of Life.